# Joseph Dietzgen
Joseph Dietzgen (Blankenburg, Alemania, 9 de diciembre de 1828 - Chicago, Estados Unidos, 15 de abril de 1888) fue un obrero socialdemócrata y filósofo alemán. Se le considera filósofo autodidacta ya que sin una preparación académica llegó por su cuenta a concepciones básicas del materialismo dialéctico. 

...Y, cosa notable, esta dialéctica materialista, que era desde hacía varios años nuestro mejor instrumento de trabajo y nuestra arma más afilada, no fue descubierta solamente por nosotros, sino también, independientemente de nosotros y hasta independientemente del propio Hegel, por un obrero alemán: Joseph Dietzgen.
F. Engels 1886 en Ludwig Feuerbach y el fin de la filosofía clásica alemana.

## Vida
Fue un dirigente de la clase obrera y colaboró con los movimientos obreros; se consideraba a sí mismo un socialista. Tenía una concepción materialista ateísta la cual fue creando a partir de las ideas ateístas de Feuerbach. Desarrolló una activa acción revolucionaria por lo que fue perseguido 1848 y tuvo que irse a Estados Unidos. Pronto vuelve a viajar, así en 1864 se va a Rusia, donde vive hasta 1869. En 1850 conoce a Karl Marx y sobre el 1867 establece comunicación con Marx por medio de cartas. En 1869 se regresa a Alemania y se hace miembro del Partido Social Demócrata y se convierte en organizador de una de las sesiones de La Internacional. Participa en el 5.º congreso de La Internacional celebrado entre el 2 y 7 de septiembre de 1872, en La Haya, Londres, Inglaterra, este fue el congreso más representativo de esta asociación internacional ya que participaron 65 delegados de 15 países. A partir de 1869 comienza a publicar en imprentas socialistas alemanas propaganda e ideas marxistas. Después es perseguido nuevamente y se va hacia Estados Unidos en donde permanece hasta su muerte en 1888.

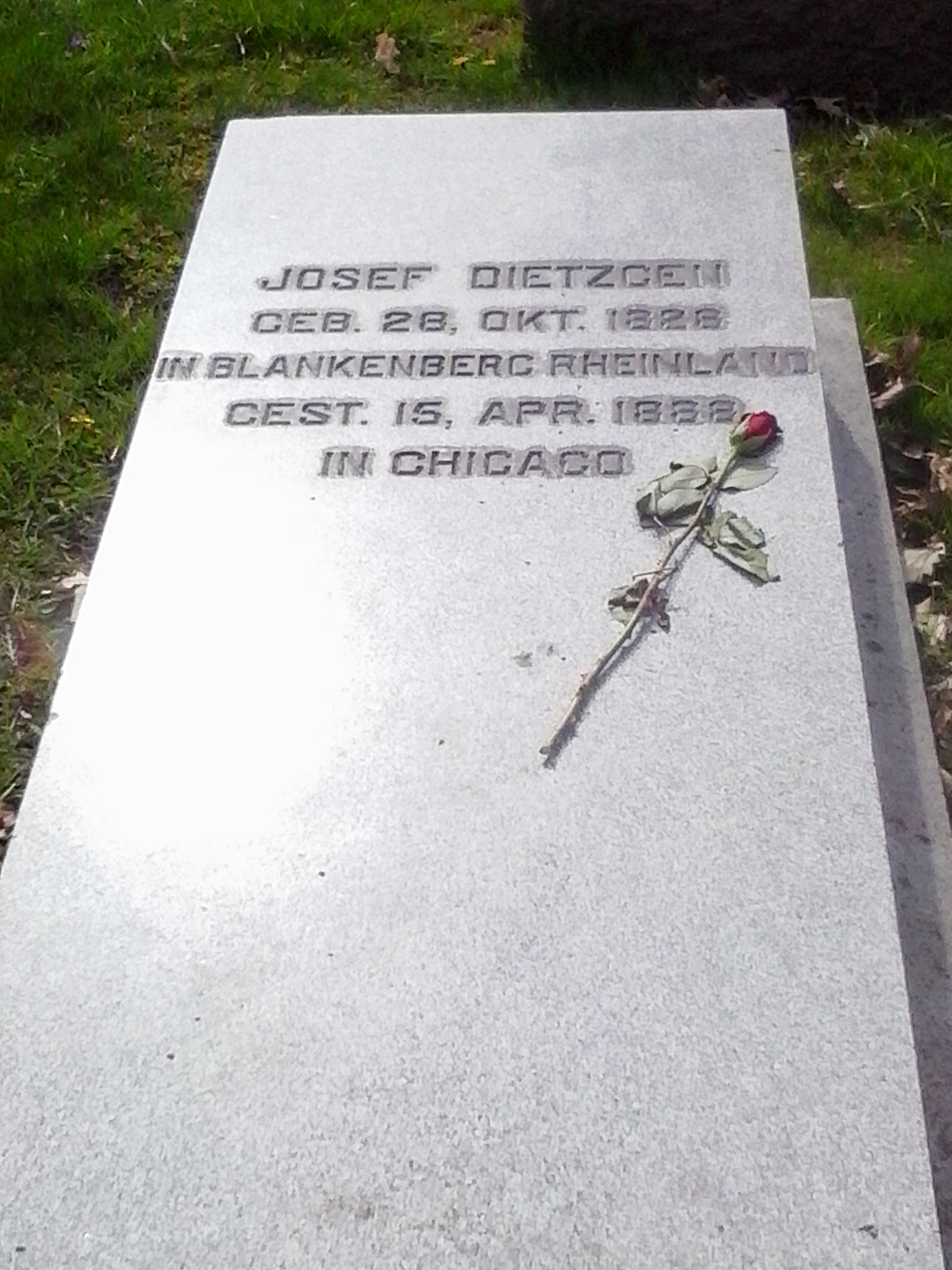
Tumba de Josef Dietzgen en el Forest Home Cemetery.

Dietzgen murió en su casa fumando un cigarro. Había dado un paseo por Lincoln Park y estaba teniendo una discusión política de manera "vivaz y emocionada" sobre el "inminente colapso de la producción capitalista". Se detuvo en medio de una frase con la mano en el aire, muerto de parálisis del corazón. Actualmente está enterrado en el cementerio de Waldheim (ahora Forest Home Cemetery), en Forest Park, Chicago, a unos metros de los Mártires de Haymarket.
La obra de J. Dietzgen fue muy estudiada y citada por Vladímir Ilich Lenin, tal como consta en sus notas personales (elaboradas ca. 1914-1916),recogidas y publicadas póstumamente bajo el nombre de "Cuadernos filosóficos", los que se hallan incluidos en el tomo 29 de las obras completas de Lenin.

## Materialismo dialéctico
Podría decirse que la contribución más importante de Dietzgen al marxismo fue su teoría filosófica del materialismo dialéctico, un medio para comprender el mundo que se basa en el materialismo de Feuerbach y la dialéctica de Hegel. Los mismos principios fueron desarrollados independientemente por Karl Marx y Friedrich Engels y aplicados a sus escritos, de los cuales el Manifiesto Comunista en particular tuvo una gran influencia en Dietzgen antes de que comenzara a escribir.
Sus obras fueron citadas extensamente por Lenin en la polémica filosófica de este último, Materialismo y empiriocriticismo, en particular la penúltima obra frente a la última, que se ignora por completo. Por lo tanto, una lista de las obras filosóficas relevantes de Dietzgen con las fechas de composición (no de publicación) que las acompañan puede ayudar a dilucidar su evolución filosófica. También se le menciona cuatro veces en los últimos Cuadernos filosóficos de Lenin (Collected Works, Vol. 38., Lawrence & Wishart, 1980), por ejemplo, en las páginas 403 - 406 junto con Feuerbach.
Gueorgui Plejánov escribió sobre la filosofía de Dietzgen, y esta cita con la cita dentro de ella puede ser útil para proporcionar el marco para el tipo de argumentos que provocó su trabajo:
"Ahora a Joseph Dietzgen. Su hijo, Eugene Dietzgen, en un prefacio a la traducción rusa, también describe la enseñanza filosófica de su padre como un complemento importante del marxismo (p iv). Él dice:Si los fundadores del materialismo histórico y sus seguidores, en toda una serie de investigaciones históricas convincentes, demostraron la conexión entre el desarrollo económico y el espiritual, y la dependencia de este último, en el análisis final, de las relaciones económicas, sin embargo no probaron que esta dependencia del espíritu está enraizada en su naturaleza y en la naturaleza del universo. Marx y Engels pensaron que habían expulsado los últimos espectros del idealismo de la comprensión de la historia. Esto fue un error, porque los espectros metafísicos encontraron un nicho para sí mismos en la esencia inexplicable del espíritu humano y en el todo universal que está estrechamente asociado con este último. Sólo una crítica científicamente comprobada de la cognición podría expulsar el idealismo de aquí. (p iv)A pesar de todo nuestro respeto por la noble memoria del obrero-filósofo alemán, ya pesar de nuestra simpatía personal por su hijo, nos vemos obligados a protestar resueltamente contra la idea principal del prefacio que acabamos de citar. En él, la relación de Joseph Dietzgen con Marx y Engels está bastante equivocada"
Sin embargo, Plejánov puede estar discutiendo más con el hijo y el traductor que con Joseph Dietzgen. Nótese la siguiente observación sobre lógica de Joseph Dietzgen:
El hilo rojo que se enrolla a través de todas estas cartas trata de los siguientes puntos: El instrumento del pensamiento es una cosa como todas las demás cosas comunes, una parte o atributo del universo. Pertenece particularmente a la categoría general de ser y es un aparato que produce una imagen detallada de la experiencia humana por clasificación o distinción categórica. Para usar este aparato [Pág. 255] correctamente, uno debe comprender completamente el hecho de que la unidad del mundo es multiforme y que toda multiformidad es una unidad. Es la solución del enigma de la antigua filosofía eleática: ¿Cómo puede el uno estar contenido en los muchos y los muchos en uno?
Esta evocación explícita de los eleáticos (Parménides, Zenón de Elea y Meliso de Samos) parece de hecho apartar a Dietzgen de la corriente principal del materialismo dialéctico que surgió de las obras de Marx y Engels. También parece chocar con las ideas actuales sobre el "multiverso" común en la cosmología científica.
Uno de los problemas más obvios de escribir sobre un filósofo materialista dialéctico como Dietzgen es la absoluta falta de citas y revisiones de la corriente principal como fuentes de terceros, lo que, al menos en cierta medida, se debe al antagonismo político en la academia y, uno podría suponer, la falta de presión comercial.

## Estudios, Trabajos y Libros filosóficos hechos
- Pequenos escritos Filosóficos, este libro que fue publicado en 1903 15 años después de su muerte recoge 7 artículos publicados por Dietzgen entre 1870-1878.[9]
- Periódico Chicagoer Arbeiterzeitung (J. Dietzgen fue editor de esta publicación junto a August Spies ).
- Publica artículo en el periódico socialdemócrata Alemán Volksstaat (Estado popular).[10]
- Publica artículo en el periódico socialdemócrata Alemán Vorwarts (Adelante).
- Publica el trabajo: Streifzuge eines Sozialisten in das Gebiet der Erkenntnistheorie (Excursiones de un socialista por el campo de la teoría del conocimiento).[10]
- La esencia del trabajo cerebral del hombre,[11] la primera edición fue en alemán el año 1869, se traduce al ruso en 1902.[4]
- Excursión de un socialista en la esfera del conocimiento, la primera edición fue en alemán en el año 1887, se traduce al ruso en 1907.[4]
- La conquista de la filosofía, la primera edición fue en alemán en el año 1895, 7 años después de su muerte, se traduce al ruso en 1906.(Este libro está dedicado a la elaboración de la teoría del conocimiento desde lo gnoseológico, analiza y explica los fundamentos de los problemas socioeconómicos).[4]

## Algunas Ideas y Conceptos

### Espíritu
El espíritu se desarrolla junto al cuerpo, con los sentidos...,está vinculad con los sentidos... De donde proviene el cráneo, de donde proviene el cerebro, de ahí proviene también el espíritu, de donde el órgano, de ahí también su función. El espíritu está en la cabeza. La actividad espiritual es también una actividad corporal.

### Socialismo Científico
El socialismo contemporáneo es científico... no saca sus tesis de la cabeza, sino que las toman de la observación sensual de la realidad material... las doctrinas socialistas no son proyectos sino solo reconocimiento de hechos que existen realmente.

### El mundo material
La sociedad a que aspiramos se diferencia de la existente solo por cambios de forma... el mundo del porvenir existe ya de hecho, materialmente en el mundo de hoy como el pollo existe materialmente en el huevo...¨el mundo no es un atributo del espíritu, sino, al contrario, el espíritu, el pensamiento, la idea son uno de los tantos atributos de este mundo material.[cita requerida]
La idea, el concepto, la lógica o el pensamiento no son hipótesis, no son premisas, sino, ante todo, el resultado de un fenómeno material.[cita requerida]

### El pensamiento
La parte visible, ponderable y palpable de este órgano pertenece...al dominio...ciencias naturales, pero su función, el pensar es ya objeto de otra ciencia, a la que se puede dar el nombre de lógica, teoría del conocimiento o dialéctica El pensar absoluto carece de todo fundamento.

### Sujeto y Objeto
Quien comprenda algo de la ciencia del espíritu sabe que las ideas no provienen solo del cerebro, por consiguiente, subjetivamente de la materia, sino que deben tener siempre como objeto o contenido algún material. La substancia cerebral es el sujeto del pensamiento, y su objeto es la infinita materialidad del mundo.¨
Es verdad, la naturaleza es superior al espíritu humano, es su objeto inagotable. Nuestra capacidad de investigar es limitada solo por cuanto es ilimitado su objeto, la naturaleza.
La diferencia entre sujeto y objeto es relativa¨.

### Verdad
Objetiva: La naturaleza de la verdad no es ideal, sino substancial; es materialista; no se concibe con el pensamiento, sino con los ojos, los oíos y las manos; no es producto del pensamiento, sino, más bien, al contrario: el pensamiento es producto de la vida universal. El Universo vivo es la encarnación de la verdad.
Absoluta:...la verdad absoluta no es más que la verdad generalizada...no vive en el espíritu...sino en el objeto del espíritu, al que nosotros damos el nombre común de Universo.

## J. Dietzgen en la obra de Lenin
Lenin utilizó muchos de los trabajos de Joseph Dietzgen en varios periodos de su vida, lo podemos encontrar citado en sus cuadernos filosóficos en muchas ocasiones y podemos destacar el ejemplar del libro de Dietzgen, Pequeños Apuntes Filosóficos que poseía Lenin el cual fue objeto de un minucioso estudio oración por oración. Cuando Lenin escribió Materialismo y Empiriocriticismo utilizó en gran medida los trabajos de Dietzgen además con motivo al 15 aniversario de la muerte de Joseph Dietzgen, Lenin escribe un artículo en el año 1913. En los trabajos de Lenin se puede ver que él destaca la caracterización que da Dietzgen del partidismo en la filosofía, las categorías filosóficas básicas, también destaca el problema de la cognoscibilidad del mundo, además de su apreciación de Kant, Hegel y Feuerbach, así como su actitud ante Marx y Engels. Lenin destaca también las confusiones de Dietzgen en las Categorías Filosóficas planteando que Dietzgen erró tentando ampliar el concepto de materia incluyendo en este el pensar.